# Lutas nos Jogos Pan-Americanos de 2007
As lutas nos Jogos Pan-Americanos de 2007 aconteceram no Complexo Esportivo Riocentro entre 24 e 28 de julho. Foram disputadas dezoito categorias da luta livre masculina e feminina e da luta greco-romana masculina.

## Países participantes
Dezoito delegações apresentaram atletas participantes nas lutas, totalizando 112 homens e 34 mulheres:
| - ARG Argentina (5) - BOL Bolívia (1) - BAH Bahamas (1) - BRA Brasil (18) - CAN Canadá (13) - CHI Chile (1) - COL Colômbia (10) - CUB Cuba (17) - ECU Equador (5) | - ESA El Salvador (6) - USA Estados Unidos (17) - MEX México (9) - NCA Nicarágua (3) - PAN Panamá (1) - PER Peru (7) - PUR Porto Rico (4) - DOM República Dominicana (10) - VEN Venezuela (18) |

## Medalhistas
Luta livre masculina
| Evento              | Ouro                            | Prata                             | Bronze                                                         |
| ------------------- | ------------------------------- | --------------------------------- | -------------------------------------------------------------- |
| Até 55 kg detalhes  | Henry Cejudo USA Estados Unidos | Andy Moreno CUB Cuba              | César Roberty VEN Venezuela Fredy Serrano COL Colômbia         |
| Até 60 kg detalhes  | Yandro Quintana CUB Cuba        | Michael Zadick USA Estados Unidos | Aldo Parimango PER Peru Tomás Solorzano VEN Venezuela          |
| Até 66 kg detalhes  | Geandry Garzón CUB Cuba         | Edison Hurtado COL Colômbia       | Doug Schwab USA Estados Unidos Pedro Soto PUR Porto Rico       |
| Até 74 kg detalhes  | Iván Fundora CUB Cuba           | Joe Heskett USA Estados Unidos    | Matt Gentry CAN Canadá Wilson Medina COL Colômbia              |
| Até 84 kg detalhes  | Roozbah Banihashemi CAN Canadá  | Andrew Hrovat USA Estados Unidos  | Rodrigo Piedrahita COL Colômbia Roerlandy Zuñiga CUB Cuba      |
| Até 96 kg detalhes  | Michel Batista CUB Cuba         | Luis Vivenes VEN Venezuela        | Daniel Cormier USA Estados Unidos Mike Neufeld CAN Canadá      |
| Até 120 kg detalhes | Alexis Rodríguez CUB Cuba       | Tommy Rowlands USA Estados Unidos | Arjan Bhullar CAN Canadá Carlos Félix DOM República Dominicana |

Luta livre feminina
| Evento             | Ouro                              | Prata                              | Bronze                                                           |
| ------------------ | --------------------------------- | ---------------------------------- | ---------------------------------------------------------------- |
| Até 48 kg detalhes | Carol Huynh CAN Canadá            | Ingrid Medrano ESA El Salvador     | Stephanie Murata USA Estados Unidos Mayelis Caripa VEN Venezuela |
| Até 55 kg detalhes | Jackeline Rentería COL Colômbia   | Marcie Vandusen USA Estados Unidos | Tonya Verbeek CAN Canadá Marcia Andrade VEN Venezuela            |
| Até 63 kg detalhes | Sara McMann USA Estados Unidos    | Yoselin Rojas VEN Venezuela        | Megan Dolan CAN Canadá Mabel Fonseca PUR Porto Rico              |
| Até 72 kg detalhes | Kristie Marano USA Estados Unidos | Ohenewa Akuffo CAN Canadá          | Rosângela Conceição BRA Brasil Liset Hechevarría CUB Cuba        |

Luta greco-romana masculina
| Evento              | Ouro                            | Prata                                | Bronze                                                         |
| ------------------- | ------------------------------- | ------------------------------------ | -------------------------------------------------------------- |
| Até 55 kg detalhes  | Yagniel Hernández CUB Cuba      | Jorge Cardozo VEN Venezuela          | Ángel Lema ECU Equador Jansel Ramírez DOM República Dominicana |
| Até 60 kg detalhes  | Roberto Monzón CUB Cuba         | Lindsey Durlacher USA Estados Unidos | Luis Liendo VEN Venezuela Mario Molina PER Peru                |
| Até 66 kg detalhes  | Harry Lester USA Estados Unidos | Anyelo Mota DOM República Dominicana | Carlos Ramos VEN Venezuela Alain Milián CUB Cuba               |
| Até 74 kg detalhes  | Odelis Herrero CUB Cuba         | Sixto Barrera PER Peru               | Felipe Macedo BRA Brasil TC Dantzler USA Estados Unidos        |
| Até 84 kg detalhes  | Brad Vering USA Estados Unidos  | Eddy Bartolozzy VEN Venezuela        | José Arias DOM República Dominicana Yunior Estrada CUB Cuba    |
| Até 96 kg detalhes  | Justin Ruiz USA Estados Unidos  | Luiz Fernandes BRA Brasil            | Oscar Aguilar MEX México Erwin Caraballo VEN Venezuela         |
| Até 120 kg detalhes | Mijail López CUB Cuba           | Dremiel Byers USA Estados Unidos     | Ari Taub CAN Canadá Rafael Barreño VEN Venezuela               |

## Quadro de medalhas
| Ordem | País                     | Medalha de ouro | Medalha de prata | Medalha de bronze |    |
| ----- | ------------------------ | --------------- | ---------------- | ----------------- | -- |
| 1     | CUB Cuba                 | 9               | 1                | 4                 | 14 |
| 2     | USA Estados Unidos       | 6               | 7                | 4                 | 17 |
| 3     | CAN Canadá               | 2               | 1                | 6                 | 9  |
| 4     | COL Colômbia             | 1               | 1                | 3                 | 5  |
| 5     | VEN Venezuela            |                 | 4                | 8                 | 12 |
| 6     | DOM República Dominicana |                 | 1                | 3                 | 4  |
| 7     | BRA Brasil               |                 | 1                | 2                 | 3  |
| 7     | PER Peru                 |                 | 1                | 2                 | 3  |
| 9     | ESA El Salvador          |                 | 1                |                   | 1  |
| 10    | PUR Porto Rico           |                 |                  | 2                 | 2  |
| 11    | ECU Equador              |                 |                  | 1                 | 1  |
| 11    | MEX México               |                 |                  | 1                 | 1  |
| TOTAL | TOTAL                    | 18              | 18               | 36                | 64 |